# 稻瀨村
稻瀨村（日语：〔〕／ Inase mura */?）是日本昭和三十年（1955年）時廢除，原屬岩手縣江刺郡的村，現在是奥州市江刺區稻瀨以及北上市稻瀨町。

## 沿革
- 明治八年（1875年）10月17日：隨著水澤縣進行村落整合，上門岡村、下門岡村、石關村、二關村、三關村合併為稻瀨村，三照村與倉澤村合併為照澤村。
- 明治廿二年（1889年）4月1日：由於施行町村制，稻瀨村的一部分（二關、三關編入廣瀨村）與照澤村合併成新的稻瀨村。
- 昭和三十年（1955年）2月10日：稻瀨村、伊手村、岩谷堂町、愛宕村、田原村、玉里村、廣瀨村、藤里村、梁川村、米里村合併成江刺町。
- 1955年（昭和三十年）7月10日，舊稻瀨村的一部分從江刺町改編至北上市，並調整了邊界。

## 行政
- 歷代村長

| 代     | 姓名       | 就任                       | 退任                       | 備考 |
| ------ | ---------- | -------------------------- | -------------------------- | ---- |
| 1      | 菊池直二郎 | 明治22年（1889年）5月16日  | 明治23年（1890年）2月19日  |      |
| 2～6   | 菊池傳壽郎 | 明治23年（1890年）2月20日  | 明治37年（1904年）12月17日 |      |
| 7      | 菊池邦治郎 | 明治37年（1904年）12月18日 | 明治41年（1908年）12月17日 |      |
| 8～11  | 岩淵義源太 | 明治41年（1908年）12月18日 | 大正10年（1921年）2月3日   |      |
| 12～15 | 高橋幸作   | 大正10年（1921年）2月4日   | 昭和12年（1937年）2月3日   |      |
| 16～18 | 及川貞治   | 昭和12年（1937年）2月4日   | 昭和21年（1946年）11月26日 |      |
| 19～20 | 高橋市朗   | 昭和22年（1947年）4月5日   | 昭和30年（1955年）2月9日   |      |